# リビウ・リブレスク
リビウ・リブレスク（英：Liviu Librescu、ルーマニア語発音: [ˈlivju liˈbresku]、ヘブライ語: ליביו ליברסקו、1930年8月18日 - 2007年4月16日） は、ルーマニア出身の工学者。バージニア工科大学のEngineering Science and Mechanicsの教授だった。
ナチスによるホロコーストの生存者の1人であり、バージニア工科大学銃乱射事件の犠牲者の1人。この事件で彼は教室のドアを身体を張って守り、教室にいた学生たちの命を救って死亡した。事件が起きた日は、ちょうどホロコースト記念日（ヨム・ハショア）だった。事件後、民間人としては初めてルーマニアの最高の勲章であるルーマニア星勲章を授与された。

## 生涯
リビウ・リブレスクは1930年にルーマニアで生まれた。
彼の息子によれば第二次世界大戦でルーマニアがナチス・ドイツに味方していたとき、彼はトランスニストリアの強制労働収容所に抑留され、後に彼の家族と他数千のユダヤ人と共にフォクシャニのゲットーに移送された。フォクシャニに送られたとき、彼は10歳だった。彼の妻もまたホロコーストの生存者であり、イスラエルのテレビチャンネル10で「私たちは第二次世界大戦の最中ルーマニアにいて、ドイツ人、反ユダヤ主義のルーマニア人に囲まれたユダヤ人だった」と発言した。
1953年、リブレスクはブカレスト大学を卒業した。
リブレスクはルーマニアの航空宇宙機関に勤務していた。だが、1970年代には彼は昇進できなかった。彼の息子によれば、ニコラエ・チャウシェスク政権に忠誠を誓うことを拒んだことが原因だという。後に、彼はイスラエルへの移住許可を申請して解雇された。政府は移住申請を数年間却下していたが、当時のイスラエル首相メナヘム・ベギンが介入し、一家は1978年にイスラエルに移住した。
彼はテルアビブ大学とイスラエル工科大学で航空宇宙学の専門家として勤務した。1985年、彼は1年間の休暇の予定でバージニア州に渡米し、そのまま永住した。また、同年9月1日からバージニア工科大学で勤務し始めた。

### バージニア工科大学銃乱射事件

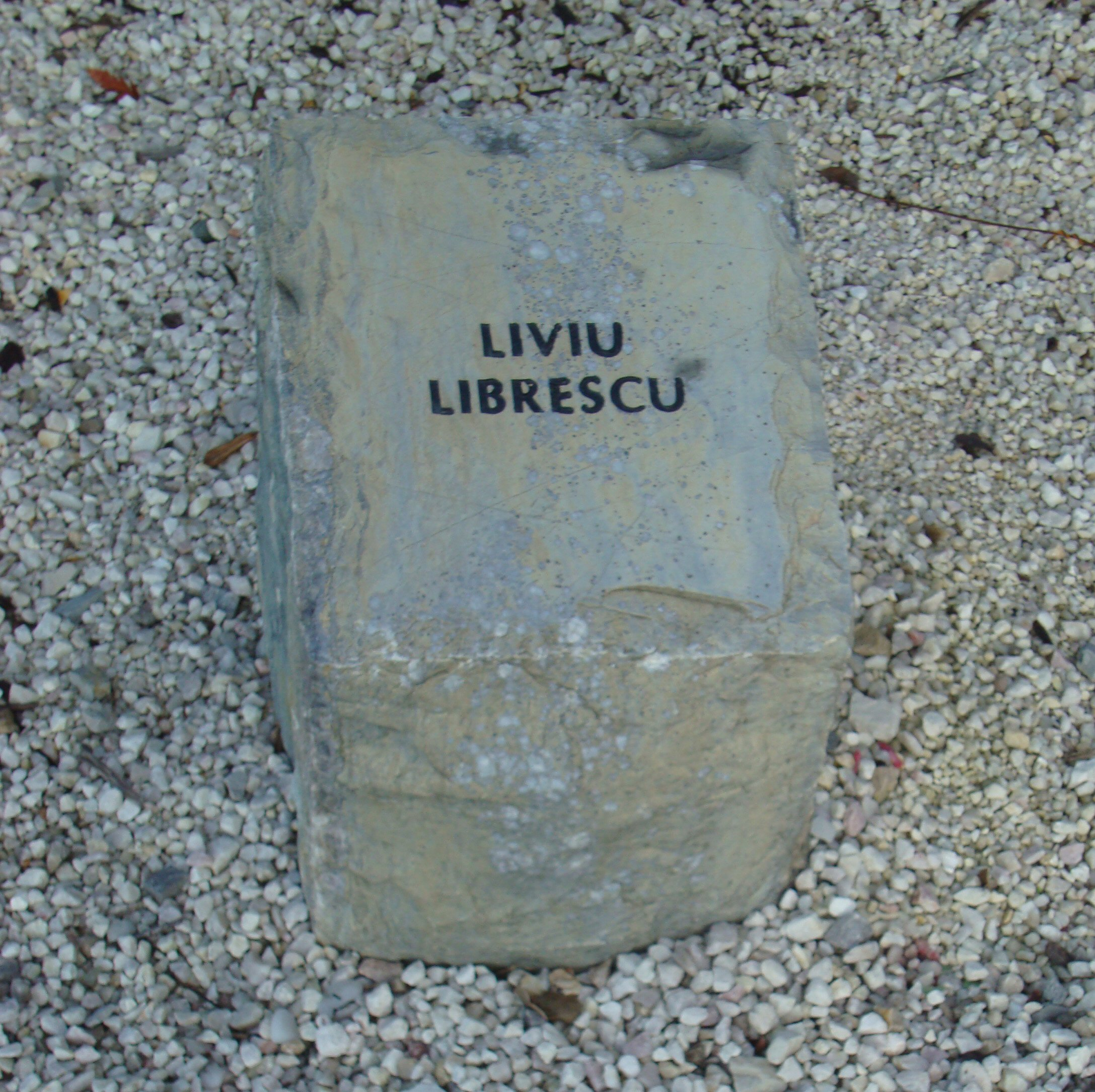
バージニア工科大学銃乱射事件を追悼するリブレスクの記念碑

事件当時、リブレスクは76歳でバージニア工科大学の著名なベテラン教授だった。その日の朝、彼は204号室で固体力学の講義を担当しており、教室には数十名の学生がいた。彼はドアを押さえて犯人の侵入を防ぎ、学生に逃げるように指示した。彼が教室のドアを押さえている間に、学生は4人を除いて窓から脱出した。ちょうど窓の下はコンクリートではなく、芝や低木だった。彼はその後、教室に侵入した犯人に最初に銃撃されて死亡した。
当時のルーマニア大統領トラヤン・バセスクからは彼の勇敢さと科学への貢献を称えて、ルーマニア星勲章が授与された。これはルーマニア最高の勲章であり、通常は国家指導者に授与されるもので民間人で授与されたのはリブレスクが初めてだという。

## 受賞その他
- ウクライナ造船学アカデミー　会員（2000年）
- アルメニア工学アカデミー　外国人フェロー（1999年）
- ブカレスト科学技術研究所　名誉博士（2000年）
- バージニア工科大学　ディーン賞受賞（1999年）
- ルーマニアアカデミー　トライアン・ヴイア賞受賞（1972年）
- イタリア教育省　専門家委員
- Frank J. Maher賞受賞（2005年）